# Marcin Marciniec
Marcin Marciniec (zm. w 1518) – złotnik krakowski działający na przełomie XV i XVI wieku.
Najważniejsze dzieła Marcina Marcińca to:
- relikwiarz na głowę św. Stanisława,
- berło rektora Uniwersytetu Jagiellońskiego,
- krzyż relikwiarzowy katedry w Gnieźnie,
- złotnicze wyroby dla dworu Zygmunta I.